# Ny-London

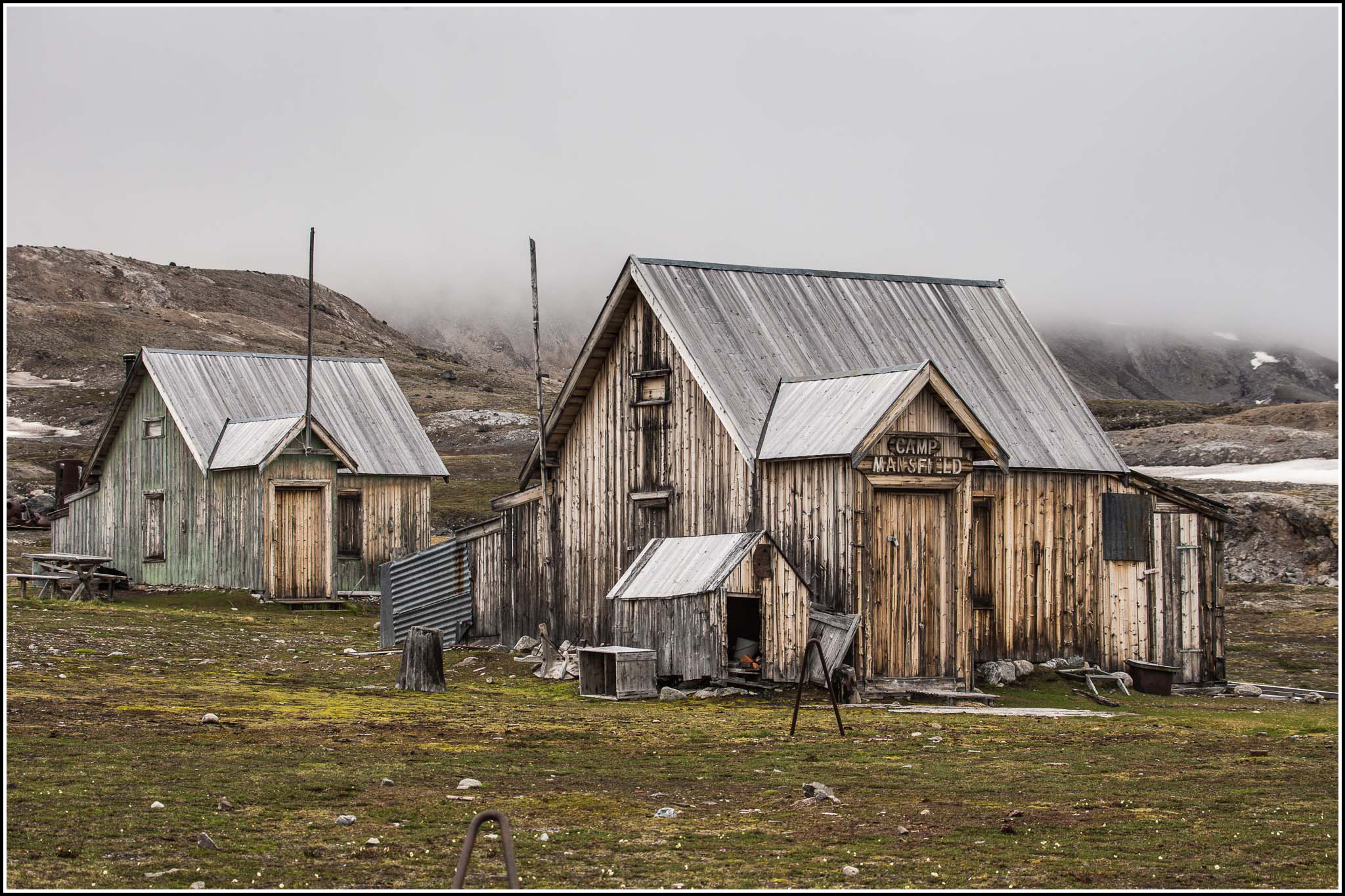
Ny-London

Ny-London (letteralmente "Nuova Londra") è un insediamento minerario abbandonato situato nell'isola di Blomstrandhalvøya, nelle Isole Svalbard.

## Storia
Ny-London venne fondata da Ernest Mansfield per conto della Northern Exploration Company (NEC) nel 1911, dopo aver scoperto marmo sull'isola nel 1906 (tanto da descrivere i depositi come "niente di meno che un'isola di marmo puro").
Intorno al 1912, venne spedita una grande quantità di marmo estratto in Inghilterra per convincere gli investitori. Tuttavia, il marmo si rivelò inutile a causa degli effetti del crioclastismo, che ne provoca la disintegrazione quando si trova in climi più caldi.
Tutte le operazioni minerarie nell'insediamento cessarono nel 1920.